# Austriacka Partia Chrześcijańsko-Społeczna
Austriacka Partia Chrześcijańsko-Społeczna (niem. Christlichsoziale Partei Österreichs, CS) – konserwatywna partia polityczna działająca w Austrii w latach 1893–1934, rządząca Austrią w latach 1920–1933. Poprzedniczka Austriackiej Partii Ludowej (ÖVP).

## Historia

### 1893–1918
Austriacka Partia Chrześcijańsko-Społeczna została założona w 1893 przez Karla Luegera na bazie istniejących wcześniej organizacji chrześcijańsko-społecznych (w tym także robotniczej). Miała charakter konserwatywny i klerykalny (także początkowo antysemicki). Zorientowana była na konserwatywnych mieszczan, drobnych przedsiębiorców, rzemieślników, a także rolników czyli ludność wiejską (katolicką i konserwatywną), w swych szeregach miała wielu księży, sympatyzowała z nią również spora część austriackiej szlachty, a nawet przedstawiciele dworu cesarskiego. Głównymi – obok Luegera (który był długoletnim burmistrzem Wiednia) – działaczami partii w pierwszym okresie jej istnienia byli Karl von Vogelsang oraz książę Alojzy Liechtenstein.
Partia uczestniczyła w pracach austriackiego Reichsratu, w latach 1907–1911 mając w nim najliczebniejszy klub poselski (98 mandatów, była to pierwsza kadencja po zniesieniu systemu kurialnego i uprawnieniu do głosu wszystkich mężczyzn). W trakcie pierwszej wojny światowej wspierała rząd wiedeński, ale po jej zakończeniu uczestniczyła w zniesieniu monarchii i poparła przyłączenie Austrii do Niemiec (choć w ugrupowaniu byli silne grupy zarówno przeciwników zjednoczenia z Niemcami, jak i zwolennicy Habsburgów).

### 1918–1934
Po powstaniu republiki Austriacka Partia Chrześcijańsko-Społeczna objęła rządy w koalicji z Socjaldemokratyczną Partią Robotniczą Austrii (SDAPÖ). W 1920 z kolei jako najsilniejsza partia w parlamencie zawiązała koalicję z innymi ugrupowaniami prawicowymi (Wielkoniemiecką Partią Ludową i chłopskim Landbundem) – od tego momentu, aż do końca istnienia partii funkcję kanclerza sprawowali politycy CS lub osoby desygnowane przez tę partię. Przez cały ten okres CS osiągała wyniki wyborcze w granicach 35-50% miejsc w parlamencie (konkurując o najwyższy wynik z SDAPÖ). W 1929 CS podjęła współpracę z Heimwehrą, dzięki czemu zażegnała kryzys polityczny wywołany strajkami, wkrótce potem jednak porzuciła ją obawiając się ambicji przywódców Heimwehry.
W 1933, podczas obejmowania władzy dyktatorskiej przez kanclerza Engelberta Dollfußa powołany został Front Ojczyźniany, formalnie ponadpartyjny blok prorządowy. W dużej mierze przejął on działaczy Partii Chrześcijańsko-Społecznej, która faktycznie zaprzestała działalności, a formalnie rozwiązana została w 1934.
Po drugiej wojnie światowej Austriacka Partia Chrześcijańsko-Społeczna nie odrodziła się z obawy przed wiązaniem jej nazwy z ruchem austrofaszystowskim, natomiast wielu spośród jej działaczy było współzałożycielami chrześcijańsko-demokratycznej Austriackiej Partii Ludowej (ÖVP), która kontynuowała tradycje CS.